# 広島県道402号金丸市場線
広島県道402号金丸市場線（ひろしまけんどう402ごう かねまるいちばせん）は、広島県福山市から府中市に至る一般県道である。

## 概要
福山市新市町大字金丸から府中市木野山町に至る。

### 路線データ
- 起点：福山市新市町大字金丸（広島県道26号新市七曲西城線交点）
- 終点：府中市木野山町（広島県道24号府中上下線交点）
- 総延長：8.9 km

## 歴史
- 1972年（昭和47年）11月24日 - 広島県告示第983号により認定される。

前身は広島県道395号箱田市場線と協和村道、新市町道である。広島県道395号箱田市場線は同日の広島県告示第984号で廃止されており、同年11月1日の県道番号再編からわずか24日で広島県道395号は欠番になった。
- 1975年（昭和50年）2月1日 - 芦品郡協和村が府中市に編入されたことにより終点の地名表記が変更される（芦品郡協和村木野山字市場→府中市木野山町市場）。
- 2003年（平成15年）2月3日 - 芦品郡新市町が福山市に編入されたことにより起点の地名表記が変更される（芦品郡新市町金丸→福山市新市町金丸）。

## 路線状況

### 重複区間
- 広島県道417号小畠荒谷線（府中市木野山町）

## 地理

### 通過する自治体
- 広島県
  - 福山市 - 府中市

### 交差する道路
| 交差する道路                         | 市町村名 | 交差する場所   | 交差する場所 |
| ------------------------------------ | -------- | -------------- | ------------ |
| 広島県道26号新市七曲西城線           | 福山市   | 新市町大字金丸 | 起点         |
| 広島県道417号小畠荒谷線 重複区間起点 | 府中市   | 木野山町       |              |
| 広島県道417号小畠荒谷線 重複区間終点 | 府中市   | 木野山町       |              |
| 広島県道24号府中上下線               | 府中市   | 木野山町       | 終点         |

### 沿線
- 協和郵便局（終点付近）